# 베를린 조약 (1878년)

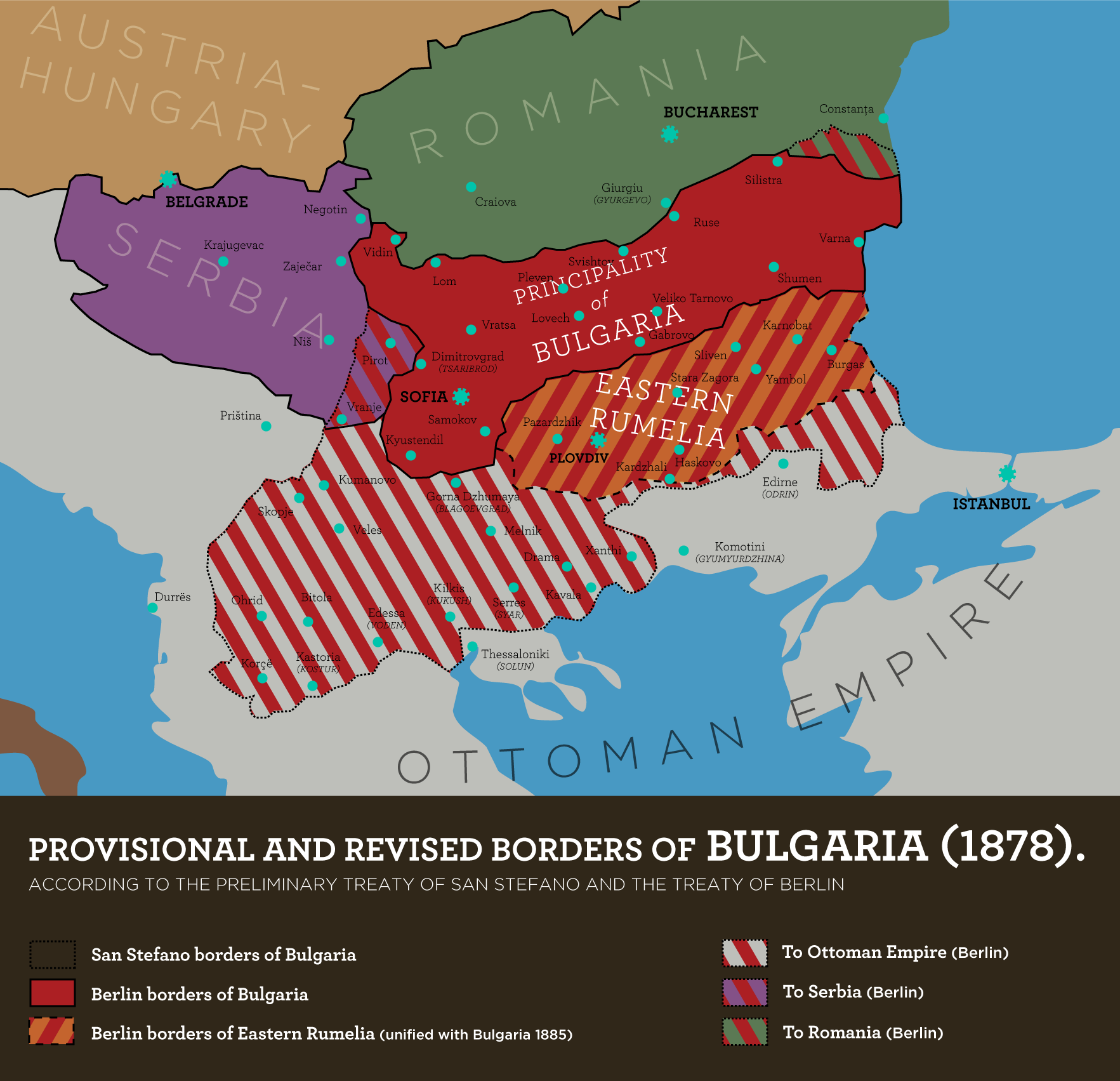
산스테파노 조약에 따른 불가리아 공국의 영토(붉은 선)는 베를린 조약에 의해 축소(완전히 붉은 부분)되었다.

베를린 조약(독일어: Berliner Vertrag)은 1878년 6월 13일부터 7월 13일까지 열린 베를린 회의의 결과물로서, 같은 해 3월 3일에 체결된 산스테파노 조약의 29개 조항 중 18개 조항을 삭제하거나 수정하였다. 조약 당사국은 러시아 제국과 술탄 압뒬하미트 2세의 오스만 제국 외에도, 대영 제국(영국), 오스트리아-헝가리 제국, 독일 제국, 프랑스, 이탈리아 왕국이 있다. 이 조약은 발칸반도의 정치적 지형 변동에 큰 영향을 주게 된다.

## 조약의 내용
- 불가리아 공국은 여전히 오스만 제국에게 자치권을 인정받게 되었으나 영토가 대거 축소되었다.[1] 이로써 대불가리아는 성립되지 못한다.
- 오스만 제국은 동부 루멜리아와 마케도니아를 회복한다.
- 러시아 제국의 주장대로 루마니아 공국, 세르비아 공국, 몬테네그로 공국은 여전히 독립국으로 인정되었으나, 산스테파노 조약으로 오스만 제국에게 할양받은 영토의 일부는 되돌려줘야 했다.
- 오스트리아-헝가리 제국은 중재의 대가로 오스만 제국에게 보스니아 헤르체고비나의 관할권을 받았다. 이것은 보스니아 헤르체고비나가 명목상으로는 여전히 오스만 제국의 영토였지만, 실질적으로는 오스트리아-헝가리 제국의 영토가 됨을 의미했다. 오스트리아-헝가리 제국은 이 지역을 1908년에 완전 병합한다.
- 대영 제국(영국)은 중재의 대가로 오스만 제국으로부터 키프로스의 관할권을 받는다. 영국은 이 지역을 제1차 세계 대전이 발발한 1914년에 완전 병합하였다.

## 같이 보기
- 산스테파노 조약